# You Will Meet a Tall Dark Stranger
You Will Meet a Tall Dark Stranger (no Brasil, Você Vai Conhecer O Homem Dos Seus Sonhos; em Portugal, Vais Conhecer o Homem dos Teus Sonhos) é um filme estadunidense de 2010, uma comédia romântica dirigida por Woody Allen com os atores Antonio Banderas, Josh Brolin, Anthony Hopkins, Freida Pinto, e Naomi Watts.

## Sinopse
O filme gira em torno de diferentes membros da família, sua vida amorosa confusa e suas tentativas para tentar resolver os seus problemas.

## Elenco

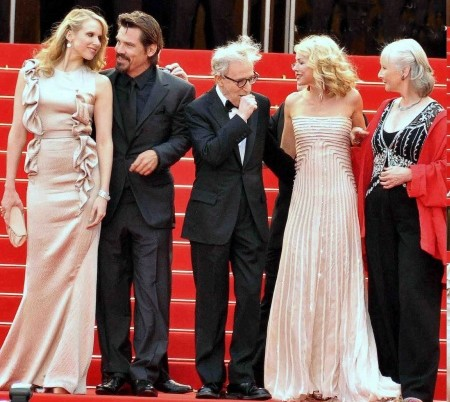
Lucy Punch, Josh Brolin, Woody Allen, Naomi Watts e Gemma Jones no Festival de Cannes em 2010.

- Roger Ashton-Griffiths - Jonathan
- Antonio Banderas - Greg
- Ewen Bremner - Henry Strangler
- Josh Brolin - Roy
- Anthony Hopkins - Alfie
- Gemma Jones - Helena
- Anupam Kher - Pai de Dia
- Freida Pinto - Dia
- Lucy Punch - Charmaine
- Naomi Watts - Sally

## Produção
You Will Meet a Tall Dark Stranger é o quarto filme que Allen roda em Londres.
Originalmente, Nicole Kidman havia sido escalada para um dos papéis principais, mas conflitos de agendamento ocorreram, graças a produção do filme  Rabbit Hole, do qual ela já estava escalada anteriormente. Kidman foi substituída por Lucy Punch para esse papel.